# Oberhausbergen
Oberhausbergen ist eine französische Stadt mit 5556 Einwohnern (Stand 1. Januar 2021) im Département Bas-Rhin in der Region Grand Est (bis 2015 Elsass). Die Einwohner werden Oberhausbergeois(es) oder Supradomimontain(ne)s genannt.

## Geografie
Oberhausbergen liegt nordwestlich von Straßburg an der Départementsstraße D41 zwischen Stutzheim-Offenheim und Cronenbourg (westlicher Ortsteil von Straßburg), an der D63 nach Wolfisheim, und die D563 schlägt auf dem Gemeindegebiet einen Bogen zwischen den anderen Départementsstraßen. Nördlich von Oberhausbergen liegen Mittelhausbergen und Niederhausbergen, südlich liegt Wolfisheim, westlich befinden sich Wiesen und Äcker.

## Geschichte
Archäologischen Funden weisen nach, dass schon vor etwa 600.000 Jahren Jäger und Sammler das Gemeindegebiet besucht haben. Es wird angenommen, dass Neandertaler von etwa 90.000 bis 40.000 v. Chr. in Oberhausbergen gesiedelt haben und es gibt Funde aus der Jungsteinzeit (um 5000 v. Chr.). Im heutigen Ortsteil Valparc fand man Wohnstätten, die von 725 bis 450 v. Chr. genutzt wurden.
Auch in gallo-römischer Zeit war Oberhausbergen besiedelt. Ein Aquädukt verlief von Kuttolsheim nach Straßburg und passierte dabei Oberhausbergen. 357 fand dort die Schlacht von Argentoratum statt. In den Feldern um die Stadt fand man viele römische Münzen. Mit dem Niedergang des römischen Reiches (ab 406) werden archäologische Funde selten, diese seltenen Funde weisen jedoch darauf hin, dass der Ort auch in der Merowingerzeit besiedelt war.
763 wurde die Stadt zum ersten Mal urkundlich als Hugesperg erwähnt. Es gehörte damals zum Herzogtum Schwaben. Im 10. Jahrhundert schenkte Bischof Richwin Oberhausbergen dem Thomasstift in Straßburg.
Am 8. März 1262 wurden die Truppen des Straßburger Bischofs Walter von Geroldseck bei Oberhausbergen vernichtend geschlagen, der mit den Bürgern der Stadt im Krieg lag.
Ab dem 15. Jahrhundert, bis zur Französischen Revolution war Oberhausbergen Lehen der Familie Zorn von Plobsheim.
1646 brannte die Gemeinde nieder, es ist aber nicht bekannt, ob dies eine Folge des Dreißigjährigen Kriegs (1618–1648) oder ein Unglücksfall war.
Vor der Französischen Revolution hatte die Ortschaft 290 Einwohner. Die Cahiers de Doléances (Beschwerdehefte) von Oberhausbergen sind eine Rarität. Nur wenige dieser Hefte sind im Bas-Rhin erhalten geblieben. 1789 wurde der Stadtrat eingerichtet. Der erste Bürgermeister der Stadt war Michel Lobstein. Bis 1835 war Oberhausbergen Hauptort des gleichnamigen Kantons.

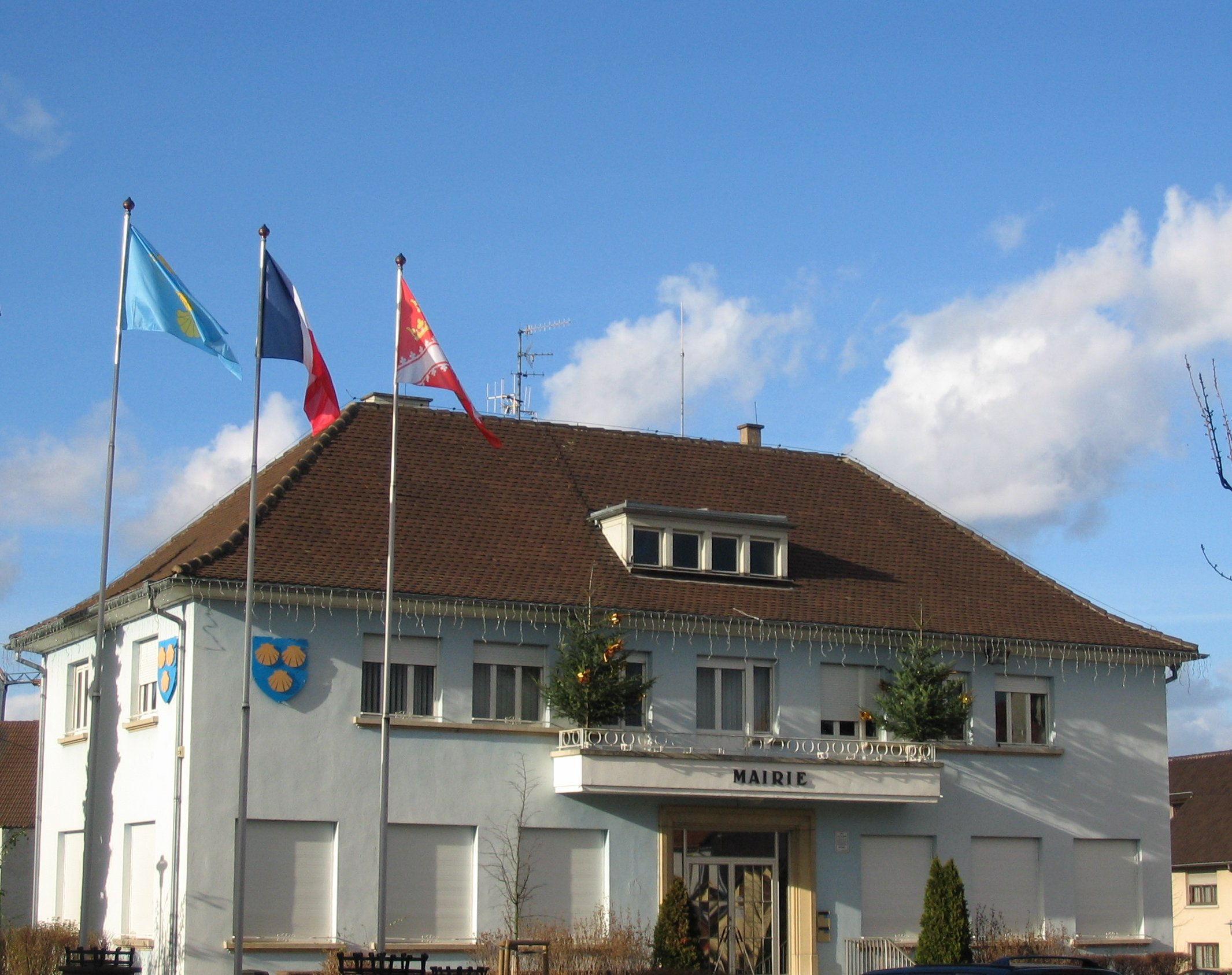
Mairie Oberhausbergen

| Jahr      | 1962 | 1968 | 1975 | 1982 | 1990 | 1999 | 2006 | 2013 |
| Einwohner | 1291 | 1818 | 2103 | 2014 | 3020 | 4518 | 4397 | 4855 |

## Gemeindepartnerschaften
Seit September 2012 ist Saint-Sauveur-le-Vicomte in der Normandie Partnergemeinde von Oberhausbergen.

## Persönlichkeiten
- Michel Diebolt-Weber (1859–1936), Bürgermeister, Landtagsabgeordneter und Senator